# Khayreddin al-Ahdab
Khayr al-Din al-Ahdab (àrab: خير الدين الأحدب, Ḫayr ad-Dīn al-Aḥdab) (1894-1941) va ser un home d'estat libanès, d'una família musulmana sunnita de la regió de Trípoli del Líban.
Fou director d'una publicació en àrab. El 5 de gener de 1937 el primer ministre Ayoub Tabet va dimitir i el president Émile Eddé va nomenar nou primer ministre a Khayreddin al-Ahdab que fou el primer ministre constitucional musulmà sunnita (encara que abans hi havia hagut un secretari d'estat i president del consell de directors també sunnita: Abdullah Bayhum). Va exercir com a primer ministre per una mica més d'un any, fins al 18 de març de 1938 quan el va substituir Khaled Chehab, el tercer primer ministre designat pel president Eddé dels quatre que va nomenar (a un d'ells dues vegades).
Va morir el 1941.